# Museu de l'Aigua de Quartell
El Museu de l'Aigua ubicat a la localitat valenciana de Quartell, és un museu etnològic que forma part de la Xarxa de Museus Etnològics Locals de la Diputació de València, coneguda com a Etnoxarxa (que es va posar en marxa el gener de 2017 i es pot considerar com una estructura cultural establerta per a la col·laboració entre museus etnològics en tres línies: cooperació, assessorament i formació), coordinada pel Museu Valencià d'Etnologia.
El Museu s'ubica dins de les restaurades instal·lacions del conegut com a Molí Nou, un molí arrosser i de blat, que presenta una catalogació com a Bé Immoble d'Etnologia.
El museu es compta a l'exposició permanents materials i eines relacionades amb el cultiu de l'arròs; eines agrícoles de tracció animal; així com una col·lecció de peses i mides de l'ajuntament, i els objectes de la societat tradicional sota el fil conductor de l'energia. Compte també un gran plafó explicatiu sobre la distribució d'aigües de la Font de Quart, de la qual reguen els pobles de la Vall de Segó, ja que el museu vol ser un mitjà de donar valor al sistema hidràulic conformat per una xarxa de grans séquies i altres elements hidràulics que van ajudar no només al desenvolupament de l'agricultura, sinó a aconseguir una energia que permetia moure motors que ajudaven altres tasques relacionades directament amb l'agricultura, per exemple l'ús de l'aigua per moure els molins per triturar grans, o bé ús de l'aigua de les séquies per estendre la higiene a través d'una xarxa de safareigs, etc.
Per això el museu és un punt de partida per a les rutes turístiques de l'aigua.
Per comptar amb més espai per a les exposicions temporals i gràcies a l'escassa distància entre Safareig Municipal i el Molí, l'Ajuntament de Quartell va decidir l'any 2021 condicionar el LLavaner de Quartell com a sala expositiva permanent del Museu Moli Nou.